# Jericó (Boyacá)
Jericó – miasto w Kolumbii, w departamencie Boyacá.